# الفيلق الثاني التراجاني

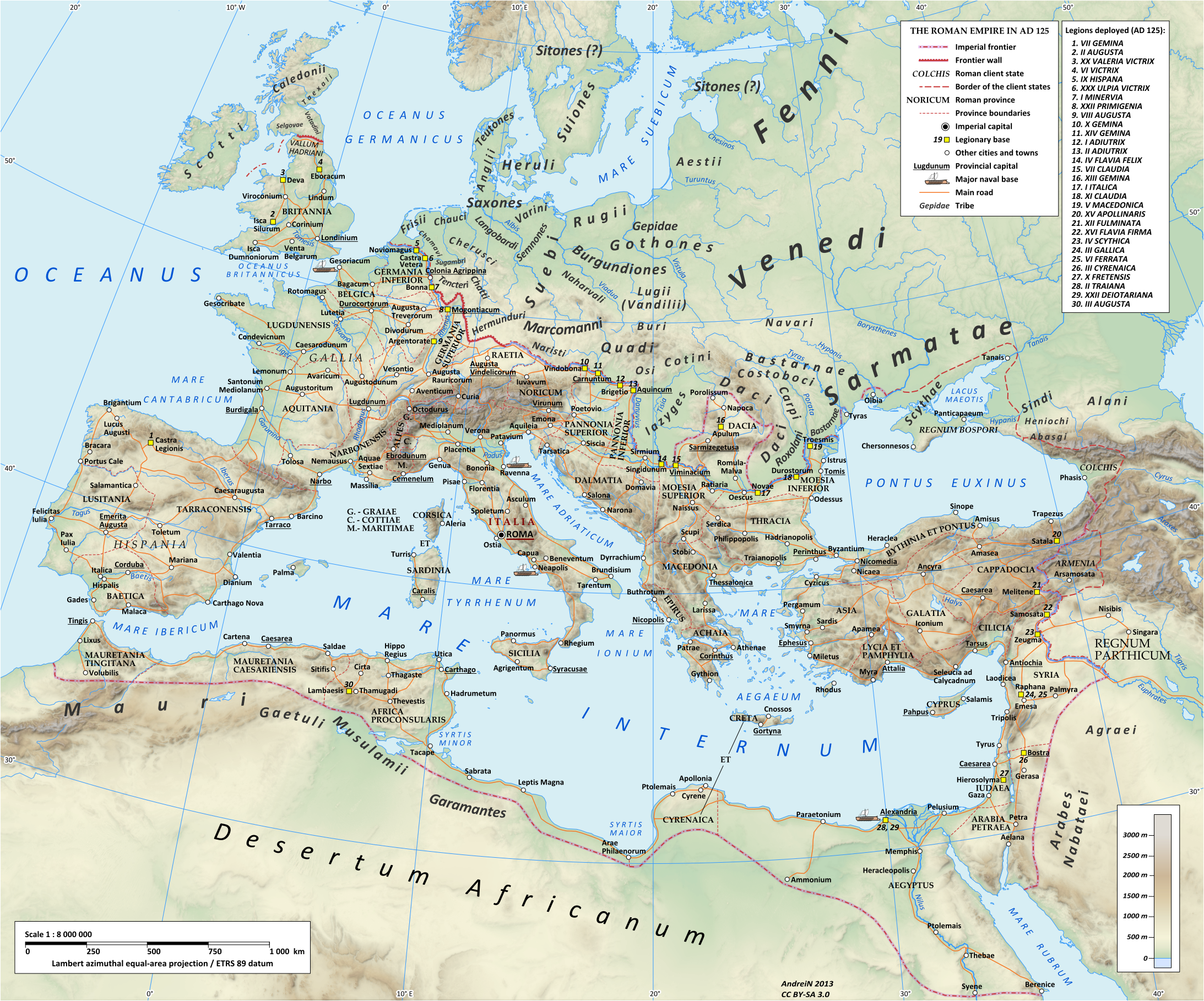
خريطة الإمبراطورية الرومانية في سنة 125م تحت حكم الإمبراطور هادريان، تُظهر تمركز الفيلق الثاني التراجاني متمركزًا في الإسكندرية بمقاطعة مصر الرومانية.

الفيلق الثاني التراجاني هو فيلق روماني في الجيش الإمبراطوري الروماني أسسه الإمبراطور تراجان مع الفيلق الثلاثين الألبي المنتصر من أجل حملة داقية. استقر الفيلق في مقاطعة مصر الرومانية حتى منتصف القرن الرابع الميلادي. وكان شعار الفيلق نصف الإله هرقل.

## وصلات خارجية
- livius.org account of Legio II Traiana Fortis